# 꼬리자루
꼬리자루는 어류의 뒷지느러미 기저 뒤끝에서 꼬리지느러미 기저 사이의 부분을 말한다. 미병(尾柄)이라고도 불린다.

## 같이 보기
- 지느러미